# Adama calliger
Adama calliger är en insektsart som beskrevs av Melichar 1904. Adama calliger ingår i släktet Adama och familjen dvärgstritar. Inga underarter finns listade i Catalogue of Life.